# Liste der Biografien/Fries
Liste der Biografien |
Portal Biografien |
Personensuche
# |
A |
B |
C |
D |
E |
F |
G |
H |
I |
J |
K |
L |
M |
N |
O |
P |
Q |
R |
S |
T |
U |
V |
W |
X |
Y |
Z |
?
 
Fa |
Fe |
Ff |
Fh |
Fi |
Fj |
Fk |
Fl |
Fm |
Fn |
Fo |
Fr |
Ft |
Fu |
Fy
 
Fra |
Frc |
Fre |
Frg |
Fri |
Frk |
Frl |
Fro |
Frr |
Fru |
Fry
 
Fria |
Frib |
Fric |
Frid |
Frie |
Frig |
Frih |
Frii |
Frij |
Frik |
Fril |
Frim |
Frin |
Frio |
Frip |
Frir |
Fris |
Frit |
Friv |
Friz
 
Frieb |
Fried |
Frief |
Frieg |
Frieh |
Friel |
Friem |
Frien |
Frier |
Fries |
Friet |
Friew |
Friez
Die Liste der Biografien führt alle Personen auf, die in der deutschsprachigen Wikipedia einen Artikel haben. Dieses ist eine Teilliste mit 242 Einträgen von Personen, deren Namen mit den Buchstaben „Fries“ beginnt.

## Fries
- Fries, Albin (* 1955), österreichischer Pianist und Komponist
- Fries, Anna Susanna (1827–1901), Schweizer Malerin
- Fries, Anne (1907–1973), deutsche Politikerin (SPD), MdL
- Fries, Augustin, Drucker und Verleger
- Fries, Bernhard (1820–1879), deutscher Landschaftsmaler
- Fries, Christian (1895–1959), deutscher Widerstandskämpfer gegen den Nationalsozialismus
- Fries, Christian (* 1959), deutscher Schauspieler, Regisseur, Musiker und Autor
- Fries, Christian (* 1983), österreichischer Springreiter und Unternehmer
- Fries, Christian Adam (1765–1847), Bankier, Fabrikant und Gemäldesammler
- Fries, Christof († 1857), deutscher Opernsänger (Bass), Theaterschauspieler, Bühnen- und Kostümbildner
- Fries, David (1818–1875), Schweizer reformierter Geistlicher und Politiker
- Fries, Dirk (* 1979), deutscher Baseballspieler
- Fries, Ed (* 1964), US-amerikanischer Manager, Berater und Spieleentwickler
- Fries, Eduard (1811–1879), Schweizer Landarzt und Botaniker
- Fries, Elias Magnus (1794–1878), schwedischer Mykologe, der ein System zur Klassifikation der Pilze entwickelte
- Fries, Ellen (1855–1900), schwedische Historikerin, Schriftstellerin, Lehrerin und Frauenrechtlerin
- Fries, Emilia Rosa de (* 1986), deutsche Schauspielerin
- Fries, Emmanuel (* 1778), elsässischer Maler
- Fries, Ernst (1801–1833), deutscher Landschaftsmaler
- Fries, Félix (1800–1859), französischer Architekt
- Fries, Frank W. (1893–1980), US-amerikanischer Politiker
- Fries, Fred (* 1938), deutscher Schwimmer
- Fries, Friedrich (1856–1926), deutscher Evangelist und Verleger
- Fries, Friedrich (1865–1954), deutscher Kunsthistoriker
- Fries, Fritz (1887–1967), deutscher Politiker (SPD), Regierungspräsident in Arnsberg
- Fries, Fritz Rudolf (1935–2014), deutscher Schriftsteller und Übersetzer
- Fries, George (1799–1866), US-amerikanischer Politiker
- Fries, Gerd (* 1942), erster deutscher Meister im Taekwondo
- Fries, Hanny (1918–2009), Schweizer Malerin
- Fries, Hans, Schweizer Maler
- Fries, Hans Jakob (1546–1611), Zürcher Gelehrter, Bibliothekar und Verleger
- Fries, Hans Rudolf (* 1955), Schweizer Tierzüchter und Hochschullehrer
- Fries, Heinrich (1911–1998), deutscher römisch-katholischer Theologe
- Fries, Heinrich de (1887–1938), deutscher Architekturkritiker und Hochschullehrer
- Fries, Heinrich Remigius (1812–1875), Unternehmer und Politiker Freie Stadt Frankfurt
- Fries, Helma (* 1945), deutsche Schauspielerin und Autorin
- Fries, Hugo Friedrich (1818–1889), deutscher Richter, MdR
- Fries, Jakob (1749–1801), Schweizer Mediziner und Militärarzt in russischen Diensten
- Fries, Jakob (1913–1974), deutscher SS-Führer in Konzentrationslagern und Kriegsverbrecher
- Fries, Jakob Friedrich (1773–1843), deutscher PhilosophJakob Friedrich Fries (1773–1843)

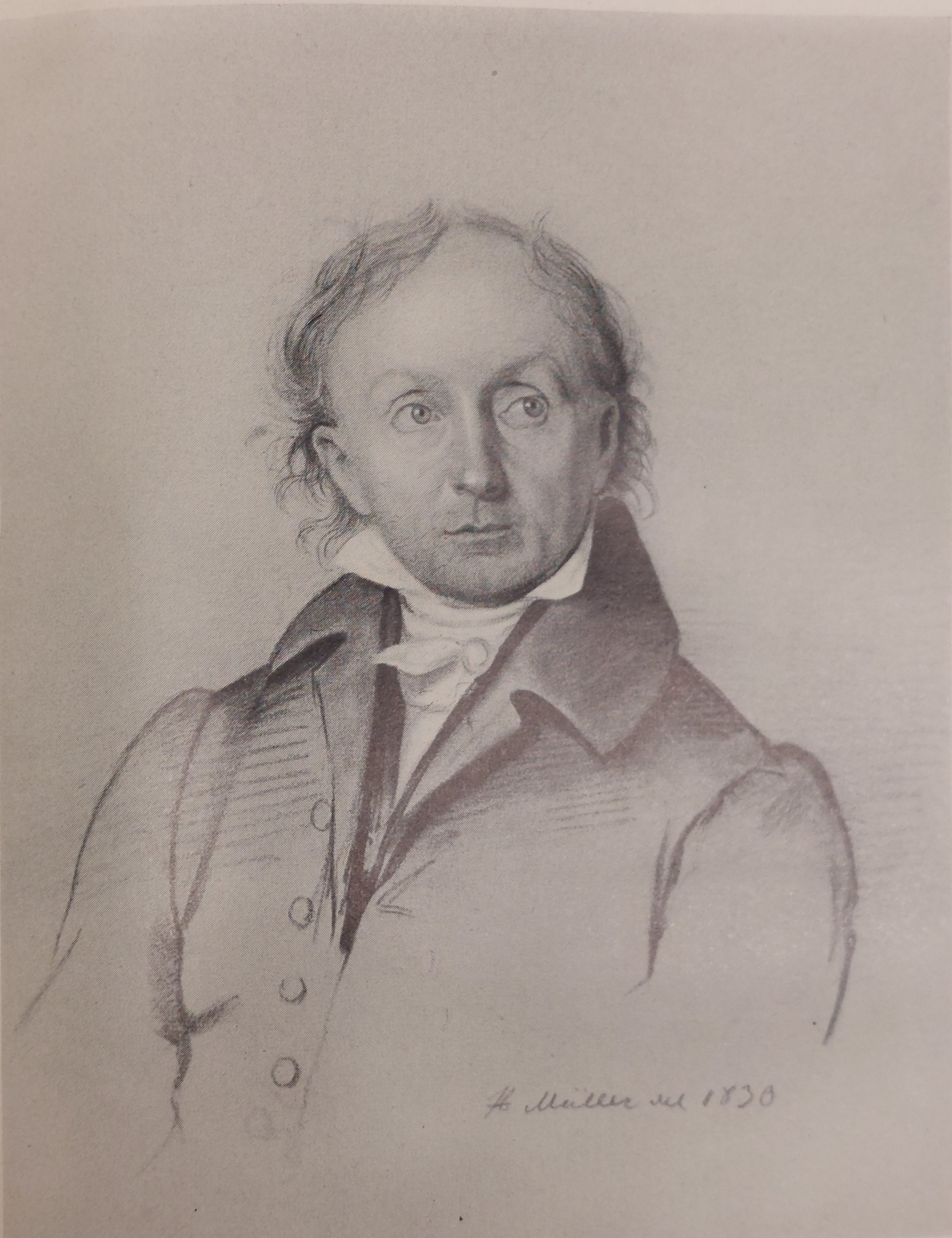
Jakob Friedrich Fries (1773–1843)

- Fries, Jan (* 1981), deutscher Ökonom und politischer Beamter (Grüne)
- Fries, Jan, deutscher Okkultist, Schamane und Autor
- Fries, Jana Esther (* 1969), deutsche Archäologin
- Fries, Johann von (1719–1785), Kommerzienrat, Hofrat, Direktor der kaiserlichen Seidenfabriken, Industrieller und Bankier
- Fries, Johannes (1505–1565), Schweizer reformierter Theologe, Pädagoge und Lexikograph
- Fries, Jutta Maria, deutsche Opern-, Konzert- und Liedsängerin (Sopran)
- Fries, Karl Friedrich (1831–1871), deutscher Maler
- Fries, Karl Friedrich Emil (1813–1853), deutscher Agrarwissenschaftler
- Fries, Karl Theophil (1875–1962), deutscher Chemiker
- Fries, Katharina de (* 1934), deutsche linke Aktivistin der Studentenbewegung, Bankräuberin und Autorin
- Fries, Konrad (1898–1983), deutscher Verwaltungsjurist und Beigeordneter in Nürnberg
- Fries, Lea Maria (* 1989), Schweizer Singer-Songwriterin
- Fries, Liv Lisa (* 1990), deutsche SchauspielerinLiv Lisa Fries (* 1990)

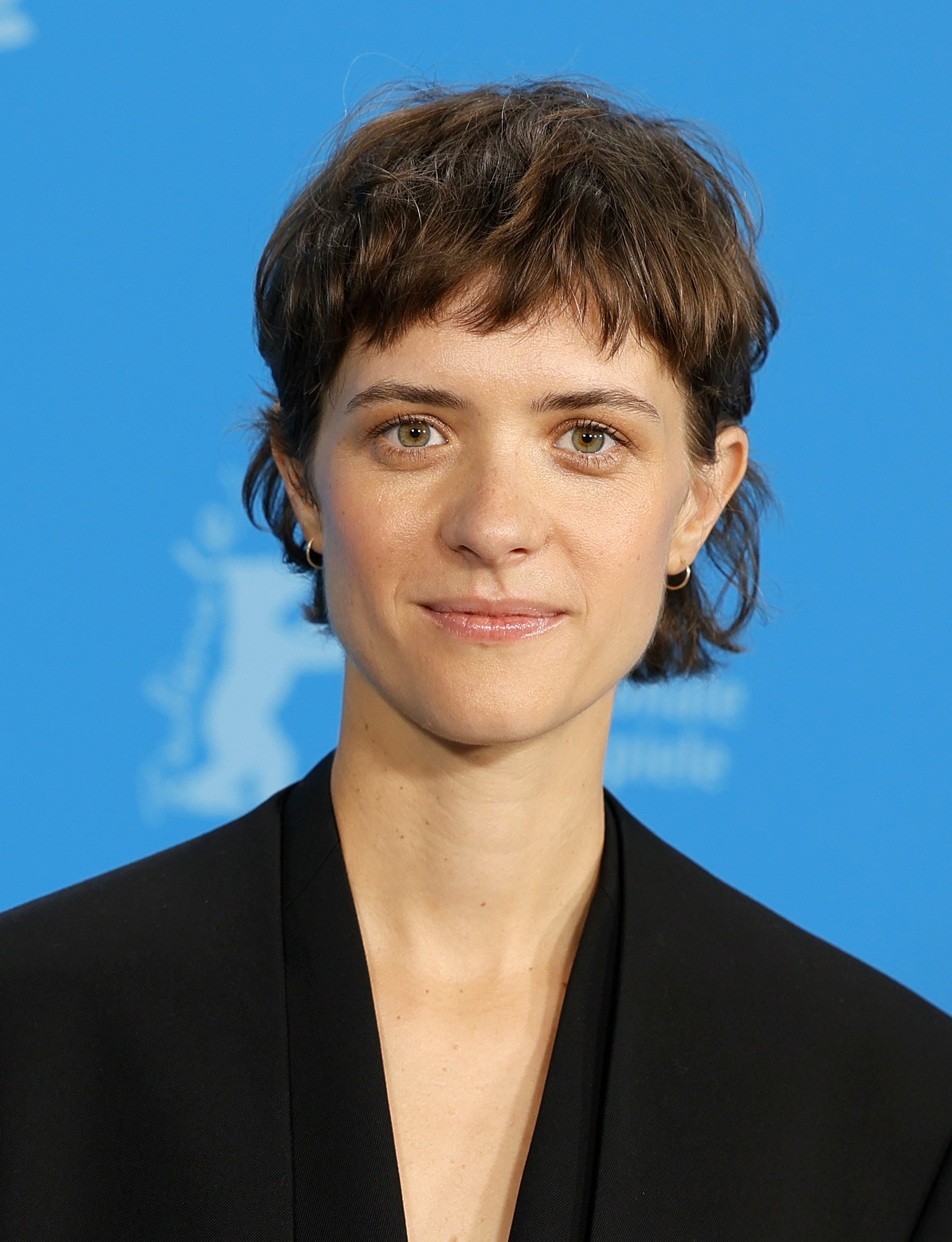
Liv Lisa Fries (* 1990)

- Fries, Lorenz (1489–1550), Würzburger fürstbischöflicher Rat, Geschichtsschreiber
- Fries, Lorenz, deutscher Arzt, Astrologe, Geograph
- Fries, Lucca (* 1986), Schweizer Jazzmusiker (Piano, Komposition)
- Fries, Margarete (1911–2012), österreichische Schauspielerin
- Fries, Martha (* 2000), deutsche Schauspielerin
- Fries, Matthew (* 1968), US-amerikanischer Jazzmusiker (Piano) und Hochschullehrer
- Fries, Moritz von (1777–1826), österreichischer Kunstmäzen und -sammler, Bankier
- Fries, Norbert (* 1950), deutscher Germanist
- Fries, Otto (1849–1905), deutscher Förster und Politiker (NLP), MdR
- Fries, Pascal (* 1972), deutscher Hirnforscher
- Fries, Peter (1820–1851), deutscher Politiker und Revolutionär
- Fries, Philipp (1882–1950), deutscher Politiker (SPD, USPD, KPD), MdR, MdL
- Fries, Pia (* 1955), Schweizer Malerin und Künstlerin
- Fries, Reinhard (* 1950), deutscher Veterinärmediziner
- Fries, Robert Elias (1876–1966), schwedischer Botaniker und Mykologe
- Fries, Sabine, deutsche Theologin und Hochschullehrerin
- Fries, Sebastian (* 1993), deutscher Fußballspieler
- Fries, Theodor (1823–1909), bayerischer General der Infanterie
- Fries, Theodor Magnus (1832–1913), schwedischer Botaniker
- Fries, Udo (* 1942), österreichischer Anglist, Linguist und Hochschullehrer
- Fries, Uli (* 1988), deutscher Fußballspieler
- Fries, Walter (1890–1934), deutscher Kunsthistoriker
- Fries, Walter (1894–1982), deutscher General der Panzertruppe im Zweiten Weltkrieg
- Fries, Wilhelm (1819–1878), deutscher Landschaftsmaler und Konservator
- Fries, Wilhelm (1845–1928), deutscher Philologe und Pädagoge
- Fries, Will (* 1998), US-amerikanischer American-Football-Spieler
- Fries, Willy (1881–1965), Schweizer Maler und Kunstlehrer
- Fries, Willy (1907–1980), Schweizer Kunstmaler und Buchautor
- Fries, Wolfgang (* 1975), deutscher Eishockeyspieler
- Fries-Gaier, Susanne (* 1968), deutsche Diplomatin

### Friesa
- Friesacher, Aseo (* 1996), japanisch-österreichischer Jazzmusiker (Piano, Komposition)
- Friesacher, Max (* 1990), österreichischer Fußballtorhüter
- Friesacher, Patrick (* 1980), österreichischer RennfahrerPatrick Friesacher (* 1980)

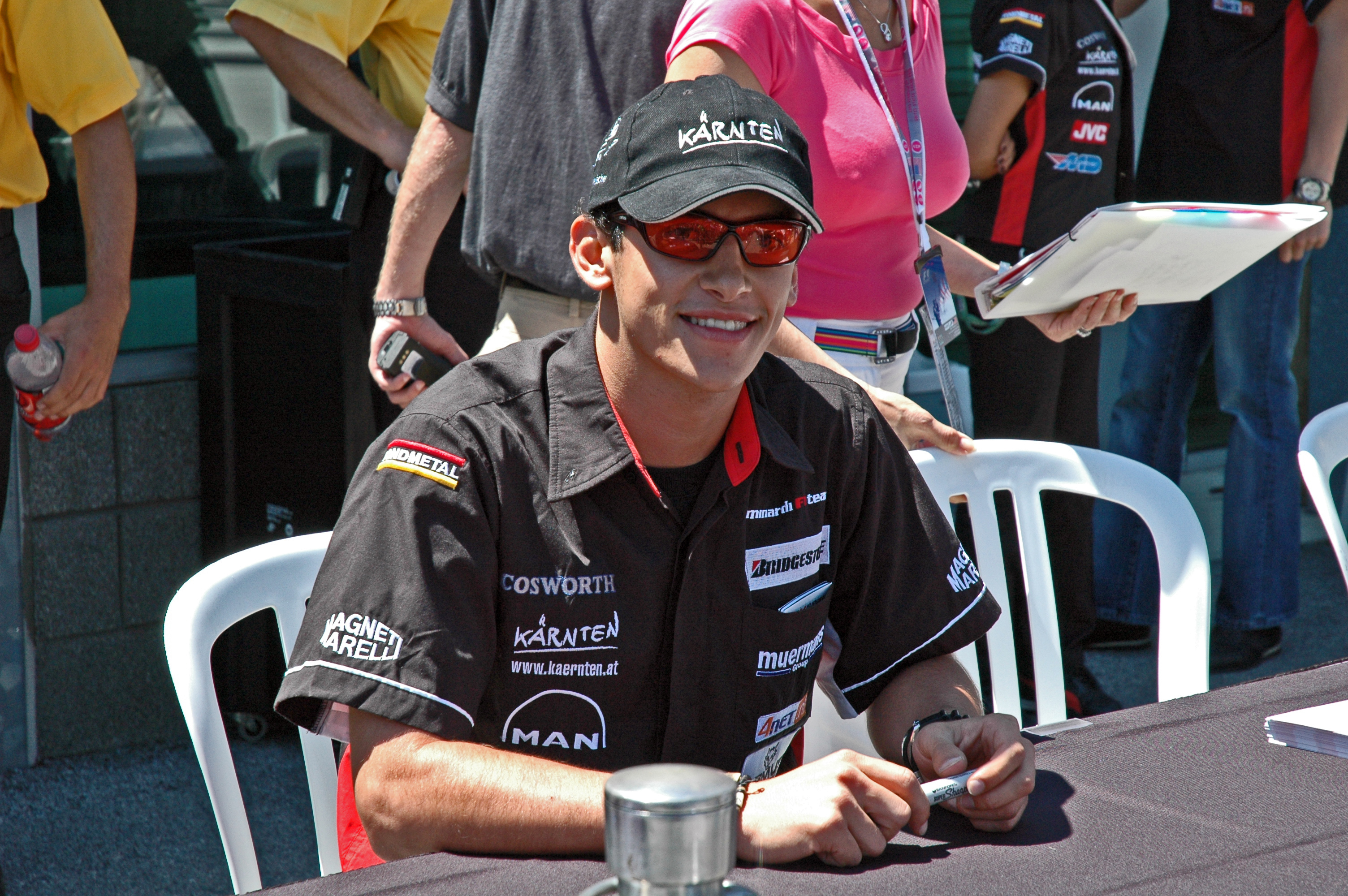
Patrick Friesacher (* 1980)

### Friese
- Friese III, Friedrich (1827–1896), Orgelbauer
- Friese, Arved (* 2002), deutscher Schauspieler
- Friese, August Robert (1805–1848), deutscher Verleger und Buchhändler
- Friese, Benvenuto-Paul (* 1928), deutscher Politiker (DVU), MdL
- Friese, Carl (1857–1912), deutscher Bühnenschauspieler und -regisseur
- Friese, Christian Gottlieb (1717–1795), königlich-polnischer Hofrat und Präses des evangelisch-augsburgischen Konsistoriums in Warschau
- Friese, Christian-Peter (1948–1970), deutsches Todesopfer der Berliner Mauer
- Friese, Dora (1883–1965), deutsche Dompteuse
- Friese, Eberhard (1940–2004), deutscher Japanologe
- Friese, Friedemann (* 1970), deutscher Autor von Brett- und KartenspielenFriedemann Friese (* 1970)

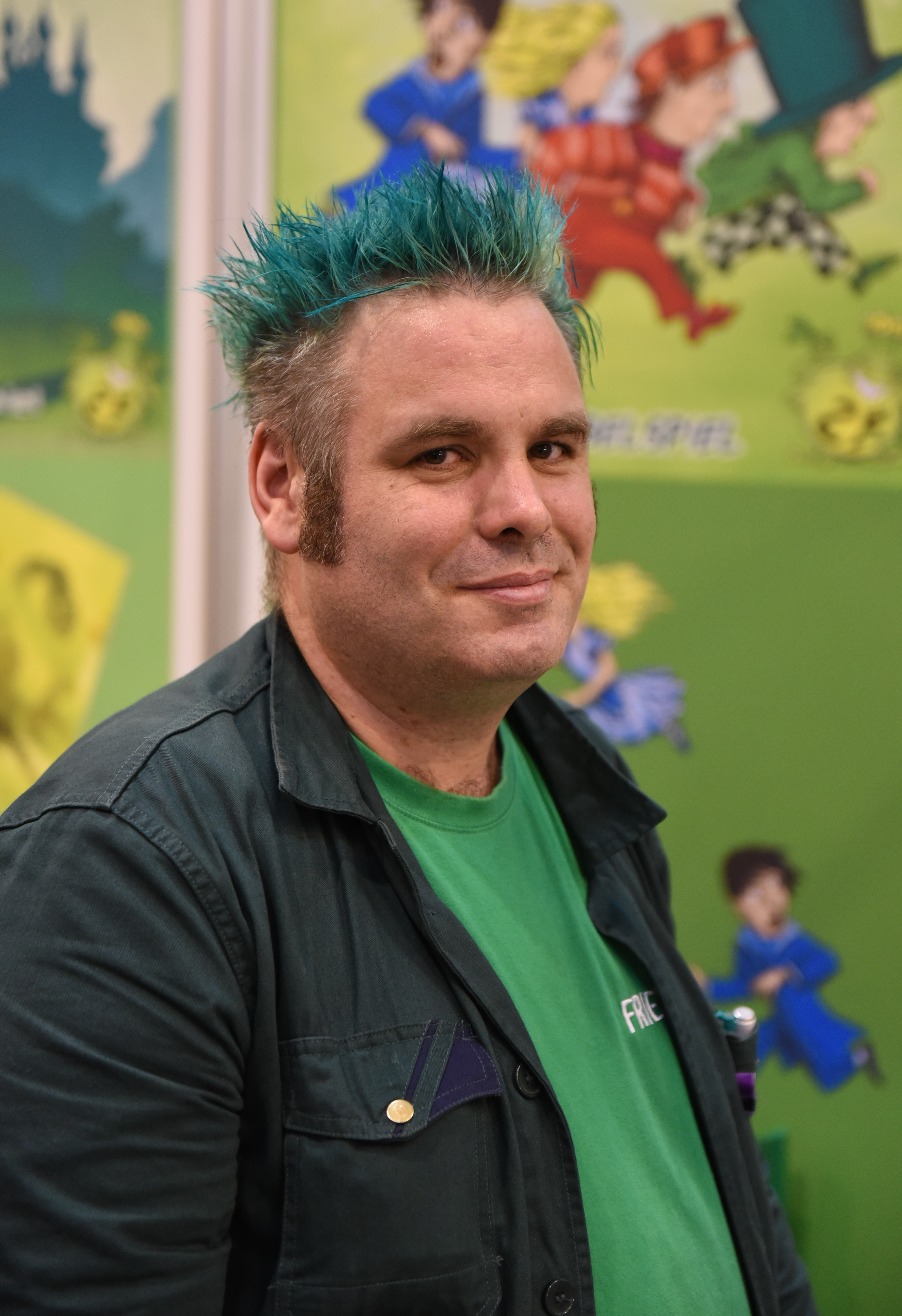
Friedemann Friese (* 1970)

- Friese, Friedrich I († 1833), deutscher Orgelbauer
- Friese, Friedrich II (1792–1863), deutscher Orgelbauer und Organist
- Friese, Georg (* 1855), deutscher Kunstlehrer, Erfinder des Zeichenblocks
- Friese, Gottlieb (1866–1945), deutscher Tierarzt
- Friese, Hans-Günter (* 1940), deutscher Apotheker und Verbandsfunktionär
- Friese, Harald (* 1945), deutscher Politiker (SPD), MdB
- Friese, Heidrun (* 1958), deutsche Anthropologin und Kulturwissenschaftlerin
- Friese, Heinrich (1630–1690), deutscher Mediziner
- Friese, Heinrich (1860–1948), deutscher Biologe und Entomologe
- Friese, Heinz (1931–1975), deutscher Sinologe
- Friese, Hermann (1882–1945), deutsch-brasilianischer Fußballspieler und Leichtathlet
- Friese, Hermann (1911–1996), deutscher Politiker (CDU), MdB
- Friese, Holger (* 1968), deutscher Netzkünstler
- Friese, Ingrid (* 1952), deutsche Politikerin (SPD), MdL
- Friese, Jantje (* 1977), deutsche Filmproduzentin und DrehbuchautorinJantje Friese (* 1977)

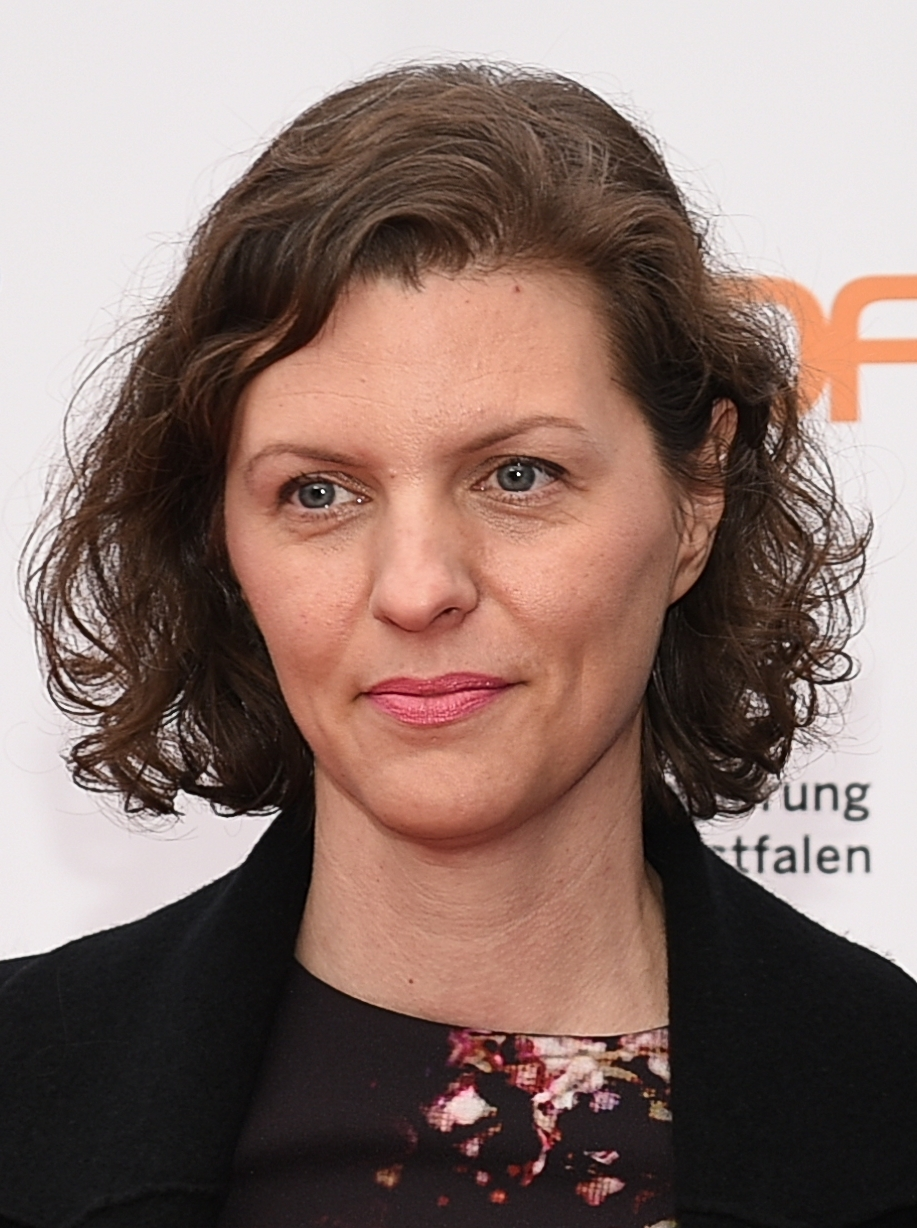
Jantje Friese (* 1977)

- Friese, Johann Bernhard (1643–1726), deutscher Rechtswissenschaftler
- Friese, Johannes (1741–1810), deutscher evangelischer Grundschullehrer und Regionalhistoriker des Elsass
- Friese, Johannes (1839–1916), deutscher Postbeamter und Altertümersammler
- Friese, Julia (* 1979), deutsche Grafikerin und Illustratorin
- Friese, Julia (* 1985), deutsche Autorin
- Friese, Karl Ferdinand (1770–1837), preußischer Staatssekretär und Präsident der Preußischen Hauptbank
- Friese, Klaus (* 1949), deutscher Gynäkologe, Hochschullehrer
- Friese, Martin Friedrich (1632–1700), deutscher Mediziner
- Friese, Matthias (1739–1786), deutscher Schulmeister, Organist und als Autodidakt Orgelbauer
- Friese, Max (1883–1958), deutscher Maler und Grafiker
- Friese, Merten, Orgelbauer in Danzig und im Herzogtum Preußen
- Friese, Mike (* 1983), deutscher American-Football-Spieler
- Friese, Mizzi (* 1880), österreichische Theaterschauspielerin
- Friese, Oscar (1885–1943), deutscher Politiker (DVP) und Abgeordneter der deutschen Minderheit im Sejm in Polen
- Friese, Otto (1886–1947), deutscher Gewerkschaftler und Politiker (SPD)
- Friesé, Paul (1851–1917), französischer Architekt
- Friese, Peter (* 1952), deutscher Kunsthistoriker und Kurator
- Friese, Reinhardt (* 1968), deutscher Theaterregisseur und Autor
- Friese, Richard (1854–1918), deutscher Tiermaler und Präparator
- Friese, Robert (1868–1925), deutscher Elektrotechniker
- Friese, Rudolf, deutscher Fußballspieler
- Friese, Siegfried (* 1943), deutscher Politiker (SPD)
- Friese, Ursula (* 1919), deutsche Sängerin und Schauspielerin bei Bühne und Film
- Friese, Werner (1946–2016), deutscher Fußballtorwart
- Friese, Wilhelm (1924–2008), deutscher Skandinavist und Literaturwissenschaftler
- Friese-Greene, Claude (1898–1943), britischer Kameramann, Produzent und Regisseur
- Friese-Greene, William (1855–1921), britischer Fotograf und Erfinder
- Friese-Korn, Lotte (1899–1963), deutsche Politikerin (FDP), MdL, MdB
- Friese-Skuhra, Ernst Robert (1886–1949), österreichischer Theaterschauspieler, Filmverleiher, Drehbuchautor, Regisseur und Schriftsteller
- Friesecke, Gero (* 1964), deutscher Mathematiker
- Frieseke, Frederick Carl (1874–1939), US-amerikanischer Maler
- Friesel, Evyatar (* 1930), israelischer Historiker
- Friesel, Uwe (* 1939), deutscher Schriftsteller
- Friesel-Wark, Heike, deutsche Sozialarbeiterin und Hochschullehrerin
- Friesen, Alex (* 1991), deutsch-kanadischer Eishockeyspieler
- Friesen, Alexander von (1849–1921), königlich-sächsischer Generalmajor
- Friesen, Anton (* 1985), deutscher Politiker (AfD), MdB
- Friesen, Astrid von (* 1953), deutsche Journalistin, Diplom-Pädagogin, Psychotherapeutin und Buchautorin
- Friesen, August Heinrich von (1727–1755), Enkel von August II. von Sachsen, sächsischer und französischer General
- Friesen, Augusta Constantia von (1708–1728), erste Tochter von August dem Starken mit seiner Mätresse Anna Constantia von CoselAugusta Constantia von Friesen (1708–1728)

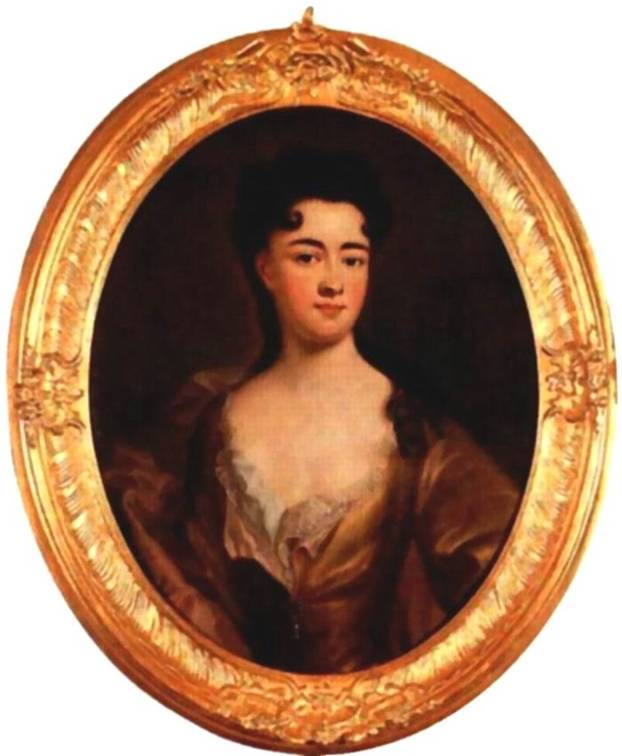
Augusta Constantia von Friesen (1708–1728)

- Friesen, Bernhard von (1825–1889), deutscher Verwaltungsbeamter, Rittergutsbesitzer und Parlamentarier
- Friesen, Carl von (1551–1599), deutscher Rittergutsbesitzer, Oberküchenmeister, Hofmarschall und Amtshauptmann
- Friesen, Carl von (1619–1686), Geheimer Rat, Präsident des Oberkonsistoriums, Kirchenrat, Oberhofrichter und Rittergutsbesitzer, Erbherr auf Rötha, Kotta, Rüben und Geschwitz
- Friesen, Christian August von (1646–1681), Reichshofrat und Dompropst zu Meissen
- Friesen, Christian August von (1674–1737), königlich-polnischer und kurfürstlich-sächsischer Generalleutnant
- Friesen, David (* 1942), US-amerikanischer Jazz-Bassist
- Friesen, Dustin (* 1983), deutsch-kanadischer Eishockeyspieler
- Friesen, Ernst von (1800–1869), preußischer Landrat
- Friesen, Eugene (* 1952), US-amerikanischer Cellist und Komponist
- Friesen, Friedrich (1784–1814), deutscher Pädagoge und Freiheitskämpfer, Mitbegründer der deutschen TurnkunstFriedrich Friesen (1784–1814)

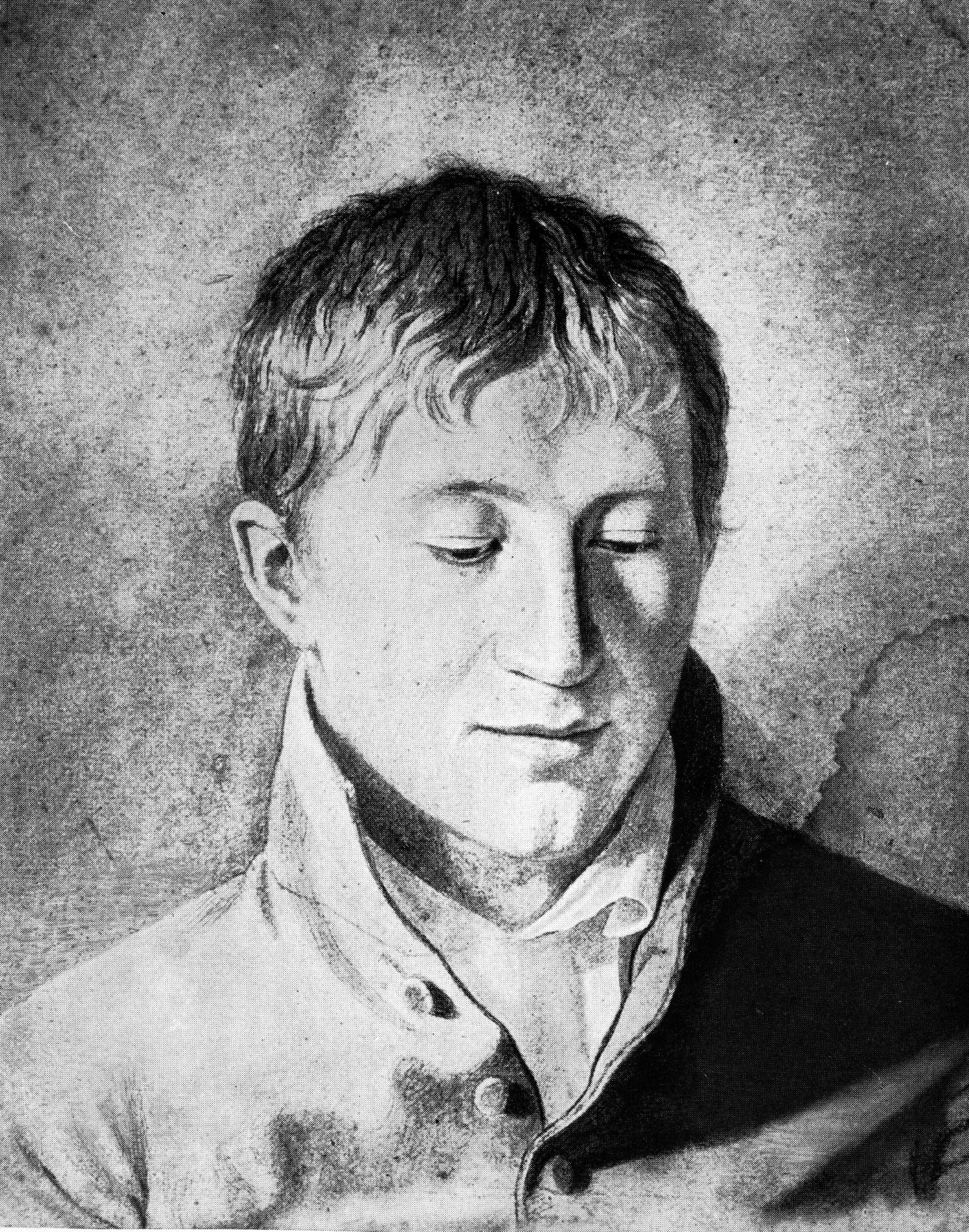
Friedrich Friesen (1784–1814)

- Friesen, Friedrich von (1796–1871), deutscher konservativer Politiker, Landtagspräsident, Geheimer Rat und Rittergutsbesitzer
- Friesen, Gerald (* 1943), kanadischer Historiker
- Friesen, Gil (1937–2012), US-amerikanischer Unternehmer, Labelbetreiber und Filmproduzent
- Friesen, Hans, deutscher Philosoph
- Friesen, Heinrich August Luitbert von (1847–1931), königlich-sächsischer Kammerherr, Wirklicher Geheimer Rat und Oberleutnant
- Friesen, Heinrich Friedrich von (1681–1739), sächsischer General der Infanterie, Schwiegersohn von August II.
- Friesen, Heinrich von der Jüngere (1610–1680), Rittergutsbesitzer, Diplomat und Direktor des Geheimen Rats
- Friesen, Henriette Amalie von (1668–1732), Tochter des Freiherrn Heinrich von Friesen und der Gräfin Maria Margaretha von Lützelburg
- Friesen, Henry (1934–2025), kanadischer Endokrinologe
- Friesen, Jeff (* 1976), kanadischer Eishockeyspieler
- Friesen, Johann Georg Friedrich von (1757–1824), deutscher Rittergutsbesitzer, Oberkammerherr, Geheimer Rat und Oberaufseher der Dresdner Kunstsammlungen und Bibliothek
- Friesen, Johanna († 1579), hannoversche Stifterin
- Friesen, Juliane von (* 1950), deutsche Wirtschaftsjuristin und Politikerin (B’90/Grüne)
- Friesen, Julius Heinrich von (1657–1706), sächsisch-englisch-kaiserlicher General
- Friesen, Karl (* 1958), deutscher EishockeytorwartKarl Friesen (* 1958)

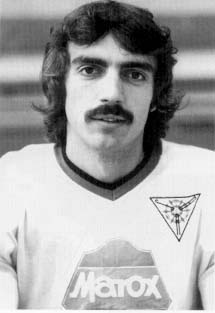
Karl Friesen (* 1958)

- Friesen, Karl von (1865–1929), sächsischer Generalmajor
- Friesen, Kelly (1967–2024), kanadischer Jazzmusiker (Bass)
- Friesen, Otto Heinrich von (1654–1717), königlich-polnischer wirklicher ältester Geheimer Rat und Kanzler
- Friesen, Peter M. (1849–1914), mennonitischer Prediger, Lehrer, Historiker und Schriftsteller
- Friesen, Richard von (1808–1884), sächsischer Politiker
- Friesen-Miltitz, Karl von (1847–1928), sächsischer Generalleutnant
- Friesen-Rötha, Heinrich von (1831–1910), deutscher Majoratsherr und Politiker, MdR
- Friesenbichler, Bruno (* 1968), österreichischer Fußballspieler und -trainer
- Friesenbichler, Georg (* 1956), österreichischer Journalist und Sachbuchautor
- Friesenbichler, Günter (* 1979), österreichischer Fußballspieler
- Friesenbichler, Kevin (* 1994), österreichischer Fußballspieler
- Friesenbichler, Robin (* 1996), österreichischer Fußballspieler
- Friesenbichler, Wolfgang (* 1969), österreichischer Fußballspieler
- Friesenegger, Gustav Wilhelm (1796–1859), deutscher Maler
- Friesenegger, Maurus (1589–1655), Abt im Kloster Andechs
- Friesenhahn, Ernst (1901–1984), deutscher Staatsrechtler, Richter des Bundesverfassungsgerichts
- Friesenhausen, David (1750–1828), deutsch-ungarischer Mathematiker und Talmudgelehrter
- Frieser, Claudia (* 1967), deutsche Schriftstellerin
- Frieser, Cordula (1950–2017), österreichische Steuerberaterin und Politikerin (ÖVP), Abgeordnete zum Nationalrat
- Frieser, Dominik (* 1993), österreichischer FußballspielerDominik Frieser (* 1993)

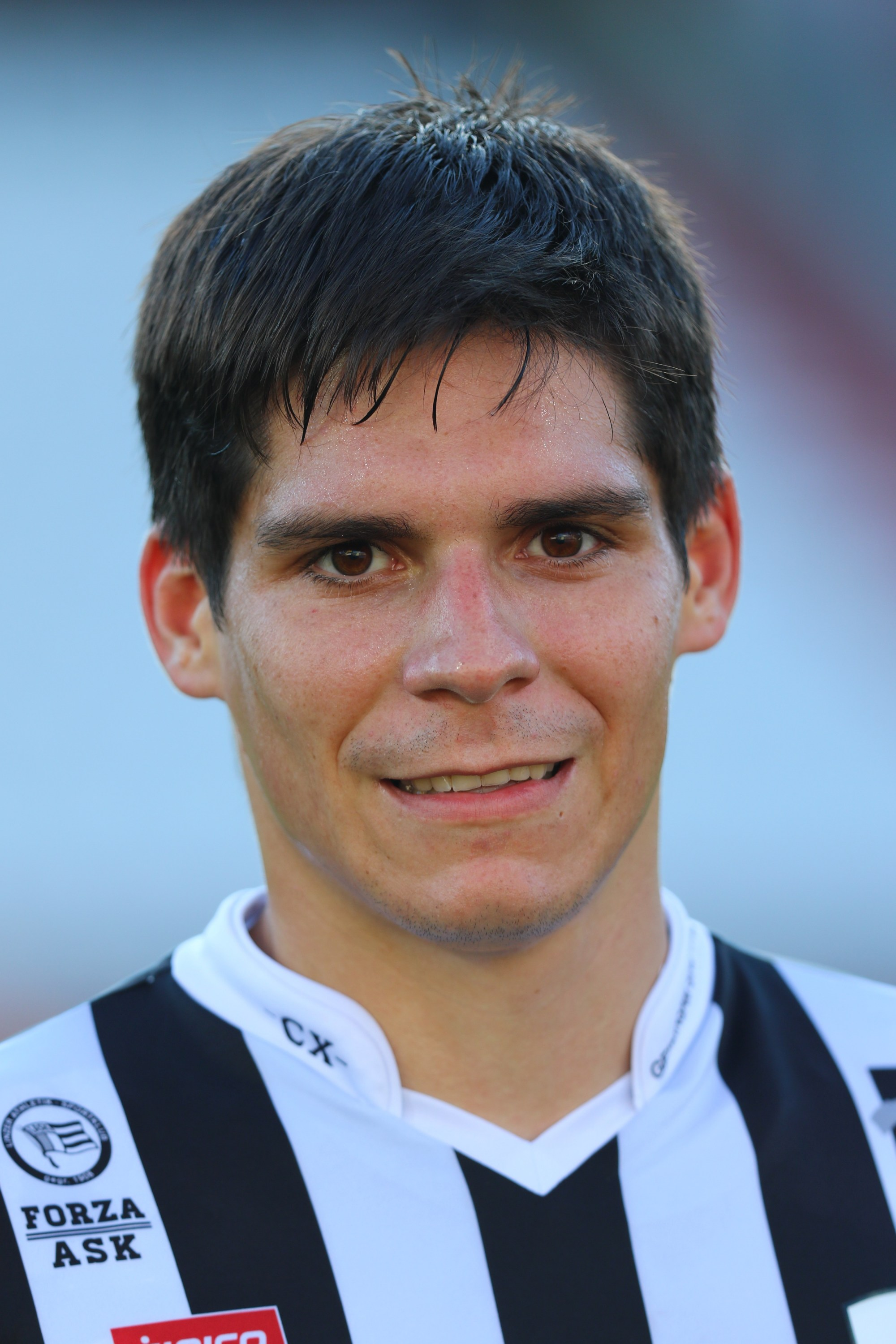
Dominik Frieser (* 1993)

- Frieser, Erika (1927–2011), deutsche Pianistin und Hochschullehrerin
- Frieser, Hellmuth (1901–1988), deutscher Verfahrenstechniker, Photochemiker und Hochschullehrer
- Frieser, Karl-Heinz (* 1949), deutscher Offizier und Militärhistoriker
- Frieser, Michael (* 1964), deutscher Politiker (CSU), MdB

### Friesi
- Friesicke, Karen (1962–2015), deutsche Komikerin und Schauspielerin
- Friesicke, Lilli (1888–1938), deutsche Gynäkologin
- Friesicke, Richard (1883–1949), deutscher Ruderer
- Friesike, Sascha (* 1983), deutscher Wirtschaftsingenieur
- Friesinger, Agnes (* 1984), deutsche Eisschnellläuferin
- Friesinger, Georg (1953–1996), deutscher Eisschnellläufer
- Friesinger, Günther (* 1973), österreichischer Philosoph, freier Medienmacher, Künstler und Kurator
- Friesinger, Herwig (* 1942), österreichischer Prähistoriker
- Friesinger, Jan (* 1980), deutscher Eisschnellläufer
- Friesinger, Sebastian (* 1961), deutscher Politiker (CSU), MdL
- Friesinger-Postma, Anni (* 1977), deutsche EisschnellläuferinAnni Friesinger-Postma (* 1977)

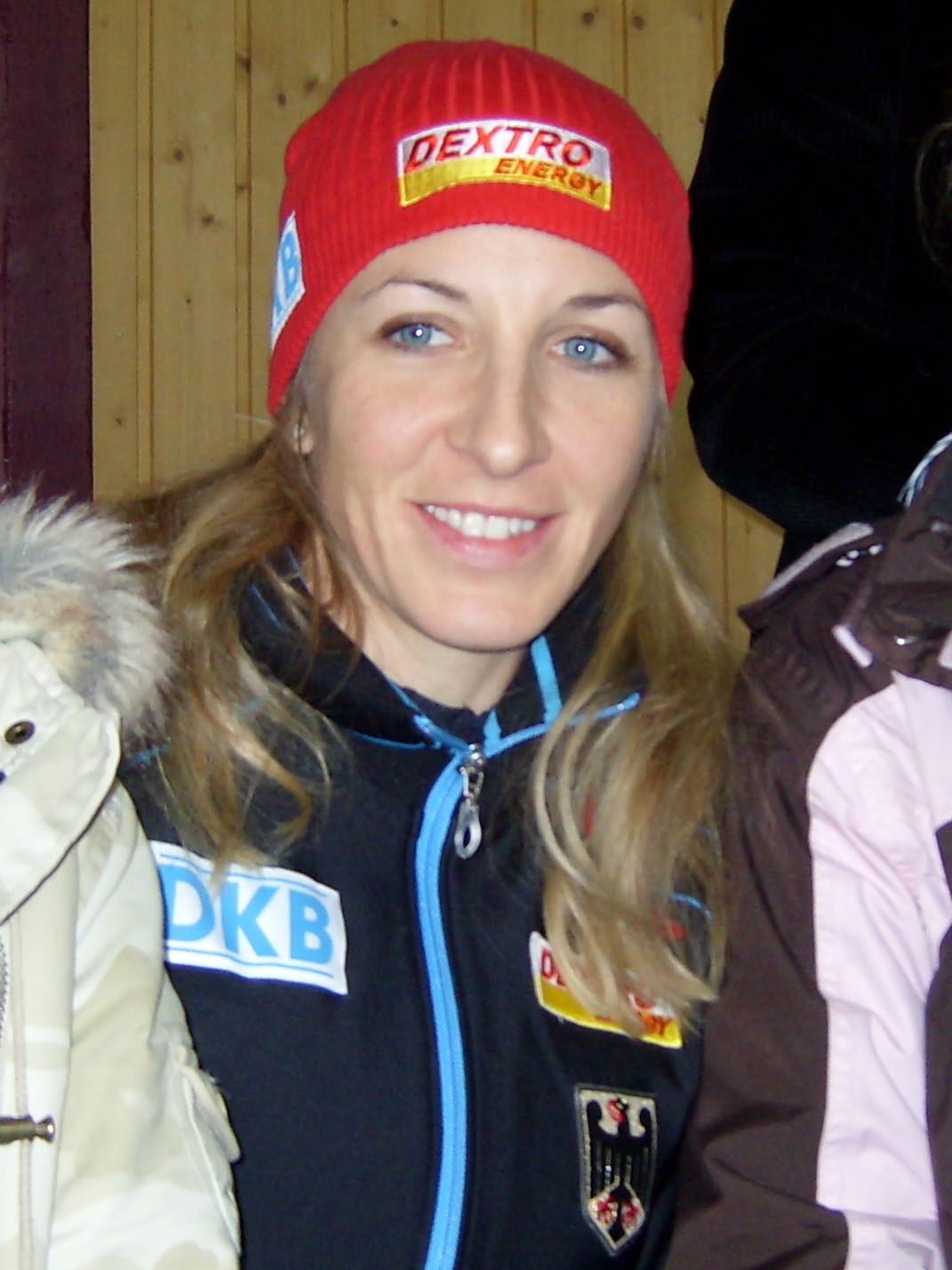
Anni Friesinger-Postma (* 1977)

### Friesk
- Frieske, Reiner (* 1940), deutscher Handballspieler

### Friesl
- Friesl, Christian (* 1960), österreichischer Theologe und Autor
- Friesland, Eduard (1841–1911), deutscher Lehrer, Philologe und Reisender
- Friesleben, Fritz (1892–1954), deutscher Politiker (NSDAP)

### Friesn
- Friesner, Esther (* 1951), US-amerikanische Schriftstellerin

### Friess
- Frieß, Berthold (* 1968), deutscher politischer Beamter
- Frieß, Erhard (* 1936), deutscher Organist, Kantor, Kirchenmusikdirektor und Landesposaunenwart
- Frieß, Gottfried Edmund (1836–1904), österreichischer Benediktiner, Lehrer und Historiker
- Friess, Helmut (* 1962), deutscher Chirurg
- Frieß, Hermine (* 1955), österreichische Politikerin (ÖVP), Steirische Landtagsabgeordnete
- Frieß, Jörg (* 1968), deutscher Leichtathlet
- Frieß, Karl (1845–1931), deutscher Jurist und Politiker (DFP), MdR
- Frieß, Peter (* 1959), deutscher Kunsthistoriker und Museumsleiter
- Frieß, Philipp Jacob (1784–1864), Politiker Freie Stadt Frankfurt
- Friess, Rosa (1916–2007), deutsche Ärztin und Malerin
- Frieß, Rudolf (1881–1965), deutscher Jäger und Sachbuchautor
- Frieß, Sieglinde (* 1959), deutsche Politikerin (Bündnis 90/Die Grünen)
- Friess, Thomas (* 1985), österreichischer Fußballspieler
- Frieß, Tobias, deutscher Synchronsprecher
- Friessem, Wilhelm (1799–1882), deutscher Staatsanwalt und Parlamentarier
- Friessen, Hans (1949–2023), deutsch-mexikanischer Fußballspieler
- Friessnegg, Anna (1899–1965), österreichische Gerechte unter den Völkern (Wien)
- Friessnegg, Ludwig (1897–1966), österreichischer Gerechter unter den Völkern
- Frießner, Johannes (1892–1971), deutscher Offizier, zuletzt Generaloberst während des Zweiten Weltkrieges
- Frießner, Karl (1859–1941), deutscher Ingenieur und Geheimer Baurat
- Frießner, Uwe (* 1942), deutscher Regisseur und Drehbuchautor

### Friest
- Friest, Ron (* 1958), kanadischer Eishockeyspieler

### Friesz
- Friesz, Aaron (* 1988), österreichischer SchauspielerAaron Friesz (* 1988)

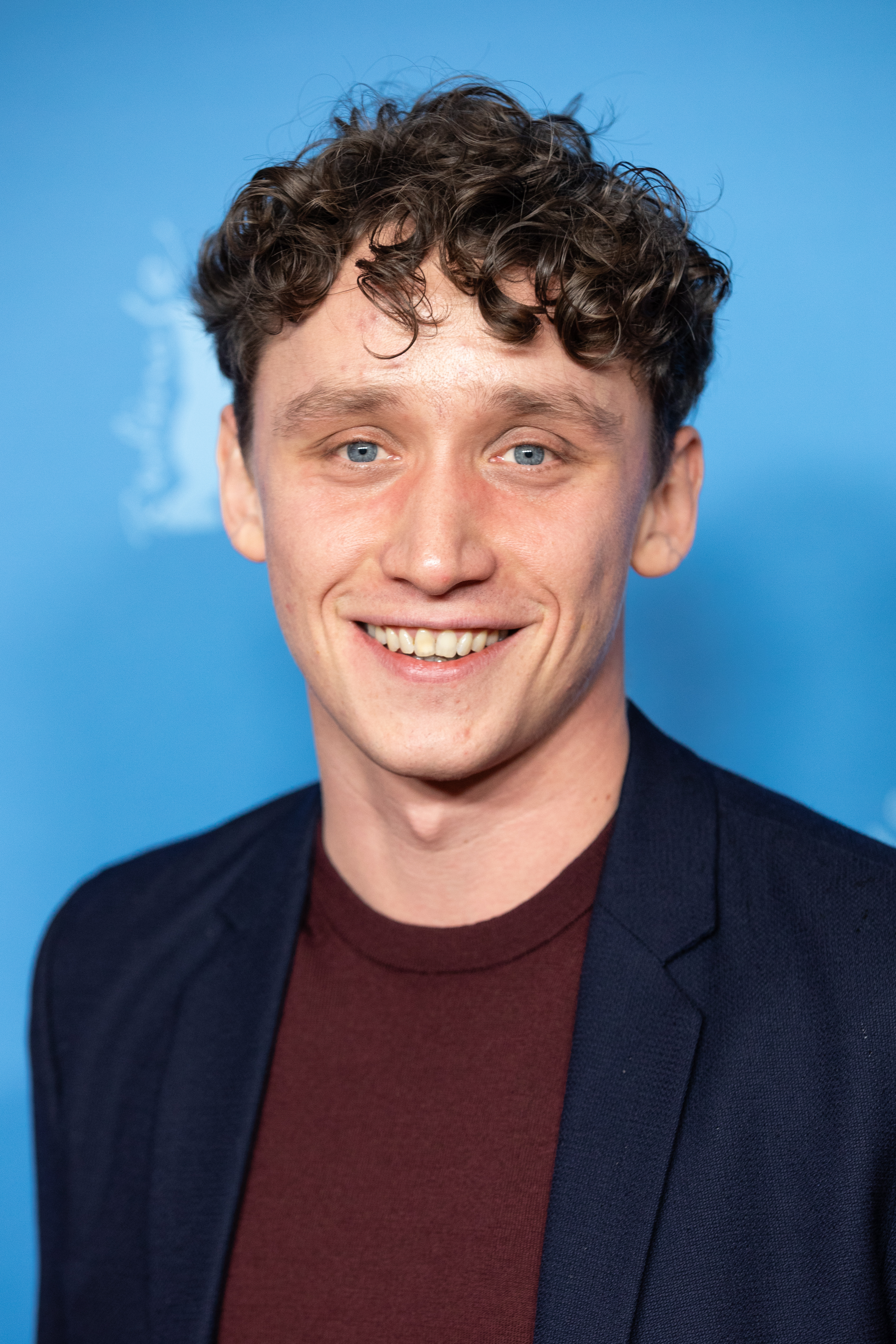
Aaron Friesz (* 1988)

- Friesz, Brigitte (* 1944), deutsche Bühnenbildnerin und Malerin
- Friesz, Michou (* 1962), deutschsprachige Schauspielerin
- Friesz, Othon (1879–1949), französischer Maler